# Diecezja Bondoukou
Diecezja Bondoukou (łac. Diœcesis Bondukuensis) – diecezja rzymskokatolicka w Wybrzeżu Kości Słoniowej.

## Historia
Diecezja powstała 3 lipca 1987 z części terenu diecezji Abengourou. Rok później dołączono do niej kilka miejscowości z diecezji Abengourou, a w 1994 zmieniła metropolitalną przynależność (z metropolii abidżańskiej do metropolii Bouaké).

## Główne świątynie
- Katedra: Katedra św. Otylii w Bondoukou

## Biskupi diecezjalni
- bp Alexandre Kouassi (1987–1994)
- bp Félix Kouadjo (1996–2012)
- bp Bruno Essoh Yedoh (od 2019)